# خنجي فير
سيدي خانجي فير كان وليًّا هنديًا من أتباع طائفة البهرة الداوودية الإسماعيلية. عاش في القرن السابع عشر. استقرت عائلته في أودايبور، قادمة من ولاية غوجارات خلال تأسيس أودايبور. لُقّب بصاحب حكمة المعرفة (أستاذ الفلسفة والتصوف الديني). كان معلمًا لسبعة دعاة من أتباع طائفة البهرة الداوودية.

## الإرث
تُوفي خانجي فير في الثاني من محرم سنة 1117 هـ (1695 م). ويقع ضريحه في أودايبور، في منطقة خانجي بير، التي سُميت باسمه. وقد كتب السيد عبد القادر حكيم الدين من برهانبور لوحة منحوتة من الذهب فوق ضريحه.
تربطه صلة قرابة بداوودي بوهرا دايس من خلال ابنته مريم عاي. ينتمي إليه كل من الدعاة التاسع والأربعين والثاني والخمسين سيدنا محمد برهان الدين، والداعي الحادي والخمسين سيدنا طاهر سيف الدين، والداعي الحالي سيدنا مفضل سيف الدين. أما ابنة زوجته حسينة عاي، فهي زوجة سيدنا طاهر سيف الدين ووالدة سيدنا محمد برهان الدين..

## معرض الصور

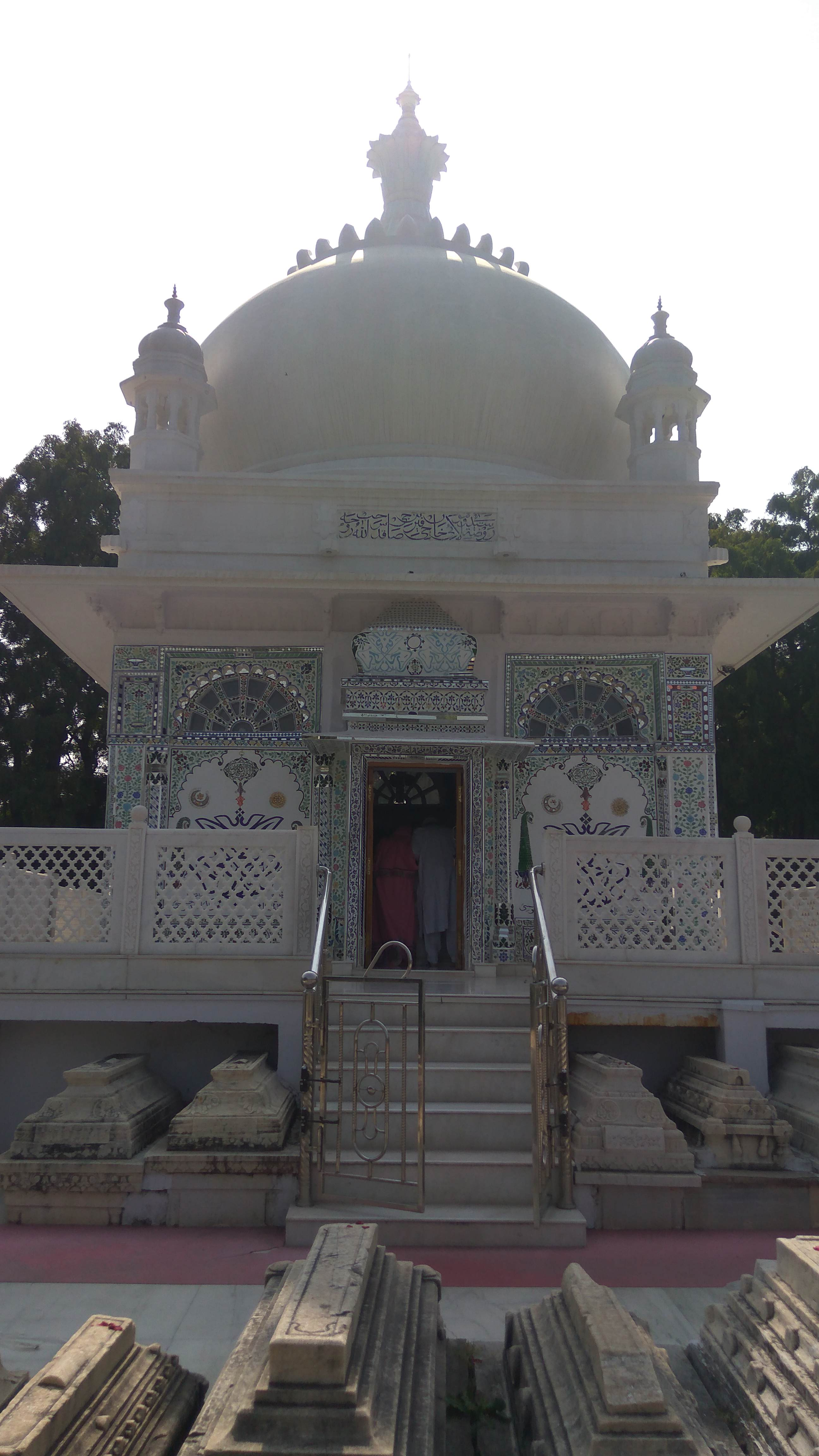
ضريح سيدي خانجي فير، أودايبور
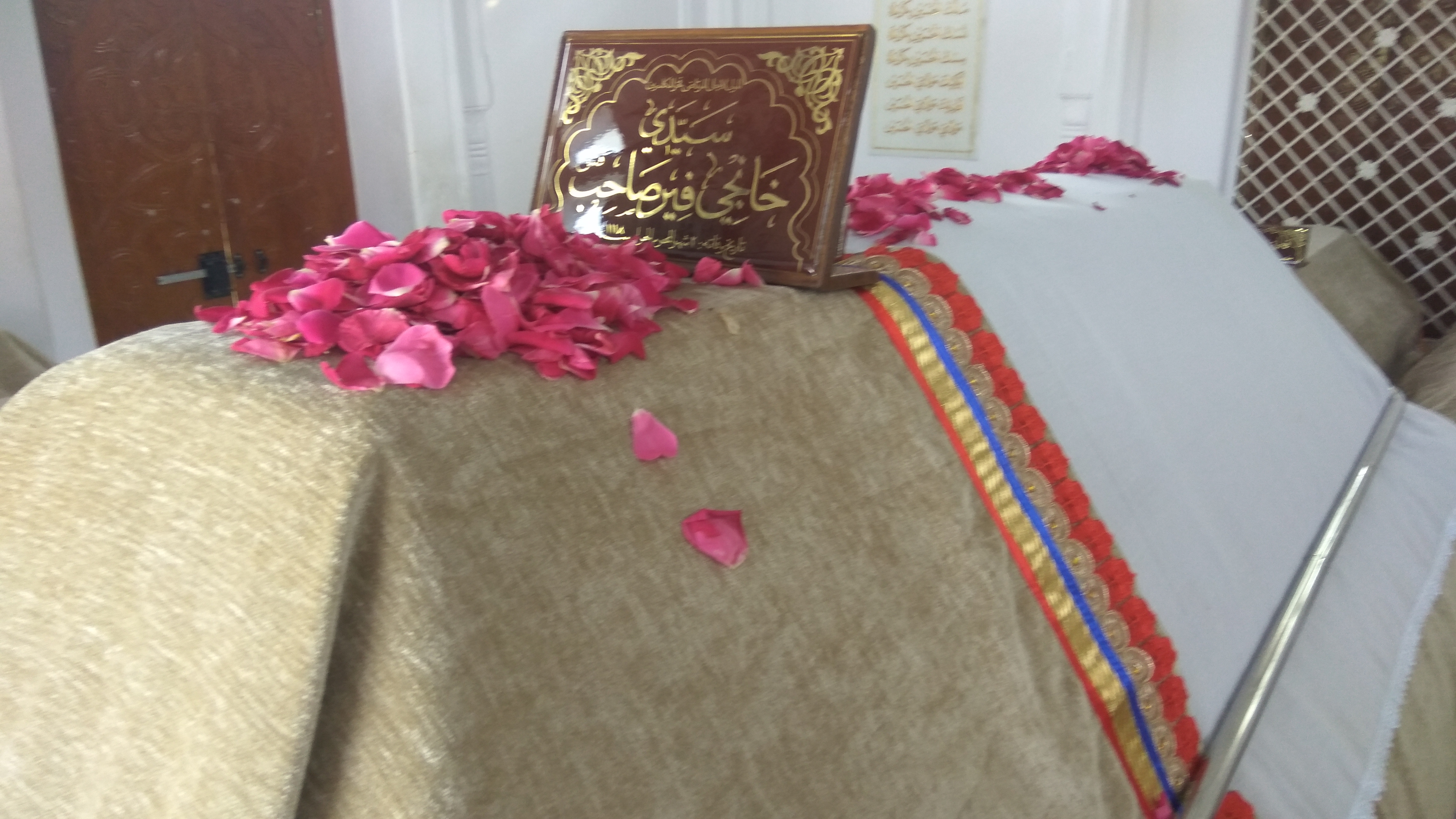
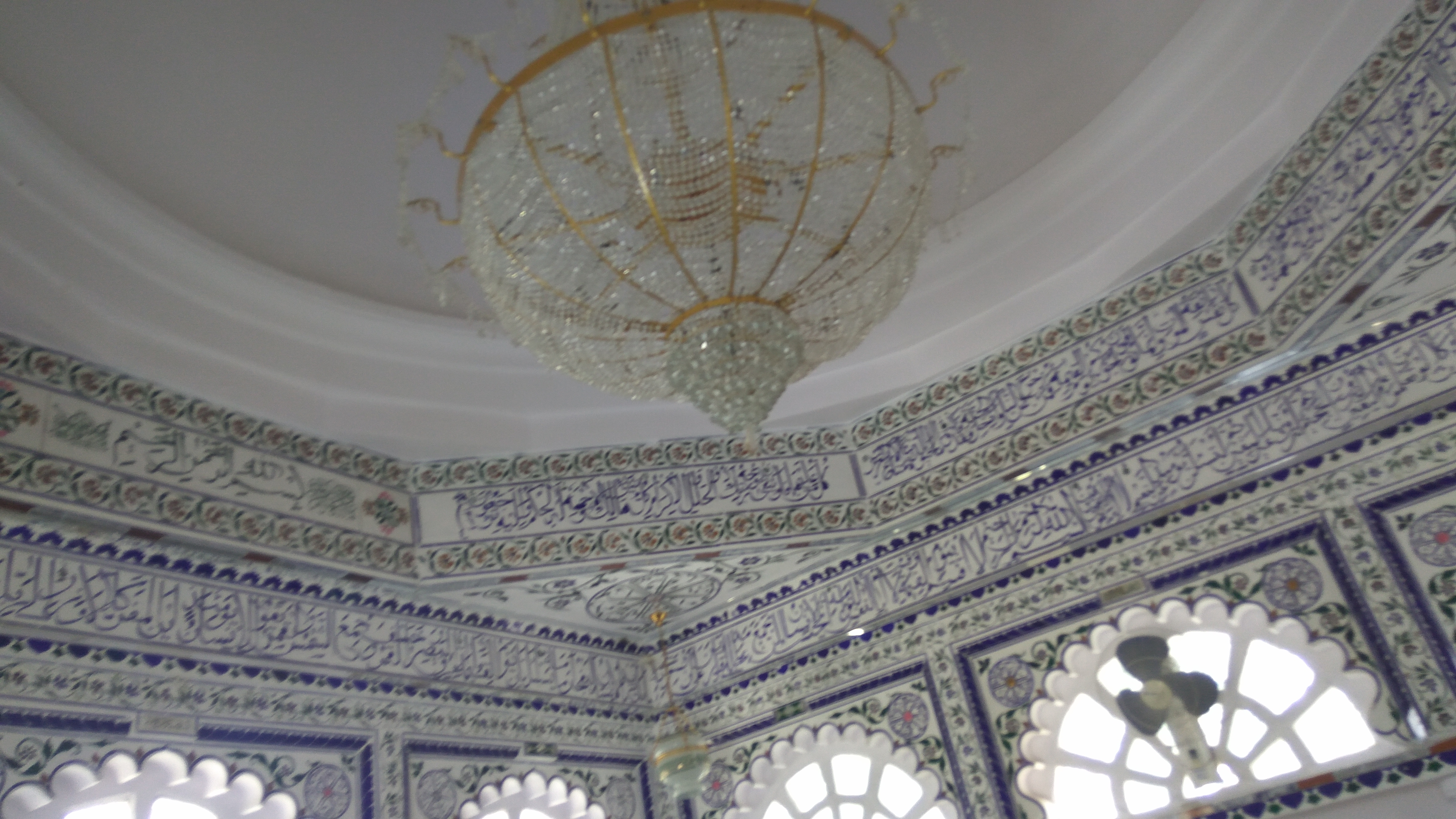
ديكورات داخلية للضريح